# 国民会議 (南アフリカ)
国民会議（こくみんかいぎ、英語: Congress of the People, "COPE"）は、南アフリカの政党。議長は、元国防相のモシワ・レコタ（初代）。人民会議とも訳される。

## 概要
2008年、ターボ・ムベキを大統領辞任に追い込んだジェイコブ・ズマらアフリカ民族会議（ANC）執行部の方針に反発したレコタらが離党して結成。主に黒人中間層・富裕層が支持基盤。経済成長路線継続を政策に掲げている。